# Ludovico da Viadana
Lodovico Grossi da Viadana (usualmente Lodovico da Viadana, embora seu nome de família seja Grossi; c. 1560–2 de maio de 1627) foi um compositor italiano, além de professor e frei franciscano da Ordem dos Frades Menores Observantes. Foi a primeira figura significativa a fazer uso da então recém-desenvolvida técnica do baixo contínuo, uma das técnicas de composição que definiram o fim da Renascença e o começo do Barroco em música.

## Vida
Nasceu na cidade de Viadana, próximo a Parma, na Itália. De acordo com um documento datado de aproximadamente 150 anos após a sua morte, foi um membro da família Grossi, mas tomou o nome de sua cidade natal, Viadana, quando entrou para a Ordem dos Menores Observantes antes de 1588 (Mompellio 2001). Embora não haja nenhuma evidência contemporânea, tem-se afirmado que ele estudou com Costanzo Porta (Mompellio 2001), tornando-se maestro de coro na Catedral de Mântua em 1594. Em 1597, foi para Roma e, em 1602, tornou-se mestre de coro na Catedral de São Lucas, também em Mântua.
Ludovico da Viadana ocupou uma sucessão de cargos importantes em várias catedrais da Itália, inclusive Concórdia (próximo a Veneza, e
Fano, na costa leste da Itália, onde foi maestro de capela de 1610 a 1612 (Mompellio 2001). Por três anos consecutivos, 1614 a 1617, ocupou uma posição em sua ordem religiosa que cobria toda a província de Bolonha (inclusive Ferrara, Mântua e Piacenza). Por volta de 1623, mudou-se para Busseto, e mais tarde trabalhou no convento de Santa André, em Gualtieri, próximo a Parma. Morreu em Gualtieri (Mompellio 2001).

## Música e Relevância
Viadana é importante no desenvolvimento do técnica do Barroco inicial, chamada baixo contínuo e de seu método de notação, conhecido como baixo cifrado. Ainda que não tenha sido o inventor do método — o baixo contínuo apareceu em fontes públicas pelo menos desde 1597 (Williams e Ledbetter 2001) — foi o primeiro a utilizá-lo numa coleção de música sacra largamente difundida (Cento concerti con il basso continuo), que foi publicada em Veneza, em 1602. Agostino Agazzari, em 1607 publicou um tratado descrevendo como interpretar o novo baixo cifrado, embora seja notável que muitos "performers" já haviam aprendido esse método, pelo menos nos centros mais desenvolvidos da Itália.
Viadana compôs, em sua maioria, música sacra: missas, salmos, magnificats, motetos e lamentações, embora existam dois livros de cançonetas e um livro de "sinfonia musicali"
a oito vozes. Suas primeiras composições estão, claramente, no estilo renascentista, estritamente à capela, com polifonia balanceada entre as vozes, mas depois de 1602, escreveu, progressivamente, no estilo barroco, com freqüentes passagens em concertato, e sempre com baixo contínuo. Também usou o estilo monódico, especialmente em suas obras posteriores, e alguns de seus modelos de salmos (por exemplo, os "Salmi" op. 27, para 4 coros espacialmente separados) são obras progressivas no estilo policoral veneziano. Além disso, algumas de suas obras posteriores antecipam o vindouro concerto instrumental: elas indicavam instrumentação específica—que ainda não era uma prática largamente usada— envolviam diálogo de eco entre grupos de vozes e instrumentos.
Também escreveu música secular, sendo a quantidade limitada, como se pode esperar de um membro de uma ordem religiosa restrita. Nela se inclui dois volumes de cançonetas (um para três, outro para quatro vozes) e um volume de sinfonias instrumentais, que mais se parecem com típicas canzonas (muita terminologia se perdeu ao longo dos anos 1600: aquilo que um compositor chamava sinfonia, outro poderia chamar uma fantasia, canzona ou ricercare. Nas sinfonias, cada composição carrega o nome de uma cidade diferente da Itália: podem ser quase concebidas como um prenúncio de música programática.
A música de Viadana foi influente não apenas na Itália, mas também na Alemanha, em compositores como Michael Praetorius, John Schein e Heinrich Schütz. Foi principalmente através de Viadana que o estilo concertato chegou à Alemanha, país que o desenvolveu mais contundentemente no início do século XVII.